# The Scat Song
Pour les articles homonymes, voir Scat (homonymie) et Song (homonymie).
Clip vidéo
[vidéo] « The Scat Song - Cab Calloway », sur YouTube
The Scat Song est un standard de jazz-scat écrit par Mitchell Parish, et composé par Frank Perkins (en) et Cab Calloway. Il l'enregistre avec succès avec son Cotton Club big band jazz chez Brunswick Records à New York en 1932,,,,

## Histoire
Cab Calloway devient une star américaine de music-hall avec son tube de scat-jazz emblématique Minnie the Moocher de 1931, vendu à plus d'un million d'exemplaires dans le monde, suivi de ce titre de 1932, puis de Zaz Zuh Zaz de 1933, et The Hi De Ho Man en 1934... Ses tubes de scats lui valent le surnom de « The Hi De Ho Man », et il rivalise alors de succès avec Duke Ellington au Cotton Club, un des clubs de jazz emblématiques de l'ère du jazz, de Harlem à New York. 

## Cinéma
- 1933 : The Old Man of the Mountain (film) (en), dessin animé de Betty Boop, Fleischer Studios[9]